# Growlanser Generations
Growlanser Generations, in originale Growlanser Collection (グローランサーコレクション?, Gurōransā Korekushon), è una raccolta composta dai videogiochi Growlanser II e Growlanser III, unica pubblicazione statunitense di entrambi i titoli, la cui conversione per il mercato americano è stata curata dalla Working Designs. Si tratta anche dell'ultimo titolo prodotto dalla Working Designs prima della sua chiusura avvenuta nel 2005.